# Lopidea
Lopidea är ett släkte av insekter. Lopidea ingår i familjen ängsskinnbaggar.

## Dottertaxa tillLopidea, i alfabetisk ordning[1]
- Lopidea ampla
- Lopidea anisacanthi
- Lopidea apache
- Lopidea arizonae
- Lopidea balli
- Lopidea barberi
- Lopidea bifurca
- Lopidea bonanza
- Lopidea bullata
- Lopidea caesar
- Lopidea chandleri
- Lopidea confluenta
- Lopidea confraterna
- Lopidea cuneata
- Lopidea dakota
- Lopidea davisi
- Lopidea dawsoni
- Lopidea eremita
- Lopidea falcata
- Lopidea falcicula
- Lopidea fuscosa
- Lopidea gainesi
- Lopidea garryae
- Lopidea heidemanni
- Lopidea hesperus
- Lopidea incurva
- Lopidea instabilis
- Lopidea intermedia
- Lopidea lateralis
- Lopidea lathyri
- Lopidea major
- Lopidea marginalis
- Lopidea marginata
- Lopidea media
- Lopidea minima
- Lopidea minor
- Lopidea mohave
- Lopidea nicholella
- Lopidea nicholi
- Lopidea nigridia
- Lopidea picta
- Lopidea pteleae
- Lopidea puella
- Lopidea robiniae
- Lopidea robusta
- Lopidea salicis
- Lopidea sayi
- Lopidea scutata
- Lopidea staphyleae
- Lopidea taurina
- Lopidea teton
- Lopidea ute
- Lopidea wileyae